# Estigmene tegulalis
Estigmene tegulalis là một loài bướm đêm thuộc phân họ Arctiinae, họ Erebidae.